# Rhagodoca phillipsii
Espèce
Synonymes
- Rhax ornata phillipsii Pocock, 1896

Rhagodoca phillipsii est une espèce de solifuges de la famille des Rhagodidae.

## Distribution
Cette espèce se rencontre en Somalie, en Éthiopie et au Kenya.

## Description
Rhagodoca phillipsii mesure 50 mm.

## Publication originale
- Pocock, 1896 : Report upon the scorpions, spiders, centipedes and millipedes obtained by Mr and Mrs E. Lort. Phillips in the Goolis Mountains inland of Berbera, N. Somaliland. The Annals and magazine of natural history, sér. 6, vol. 18, p. 178-189 (texte intégral).